# Eutrichopodopsis funebris
Eutrichopodopsis funebris är en tvåvingeart som beskrevs av Blanchard 1966. Eutrichopodopsis funebris ingår i släktet Eutrichopodopsis och familjen parasitflugor. Inga underarter finns listade i Catalogue of Life.